# دیدار شد میسر و بوس و کنار هم
غزلی با مطلع «دیدار شد میسّر و بوس و کنار هم»، غزل شمارهٔ ۳۶۲ از دیوانِ حافظ در تصحیحِ محمد قزوینی و قاسم غنی است.

## در دیگر آثار هنری
در نسخهٔ مصور کتابخانهٔ کاخ گلستان (شمارهٔ ۳۱۵۹) به‌تاریخ شوال ۱۰۰۳ ه‍.ق/ژوئن ۱۵۹۵ م و به کتابت شاه قاسم نیز نگاره‌ای بر مبنای این غزل موجود است.